# Veendiep
Le Veendiep est un petit canal néerlandais de la province de Groningue.

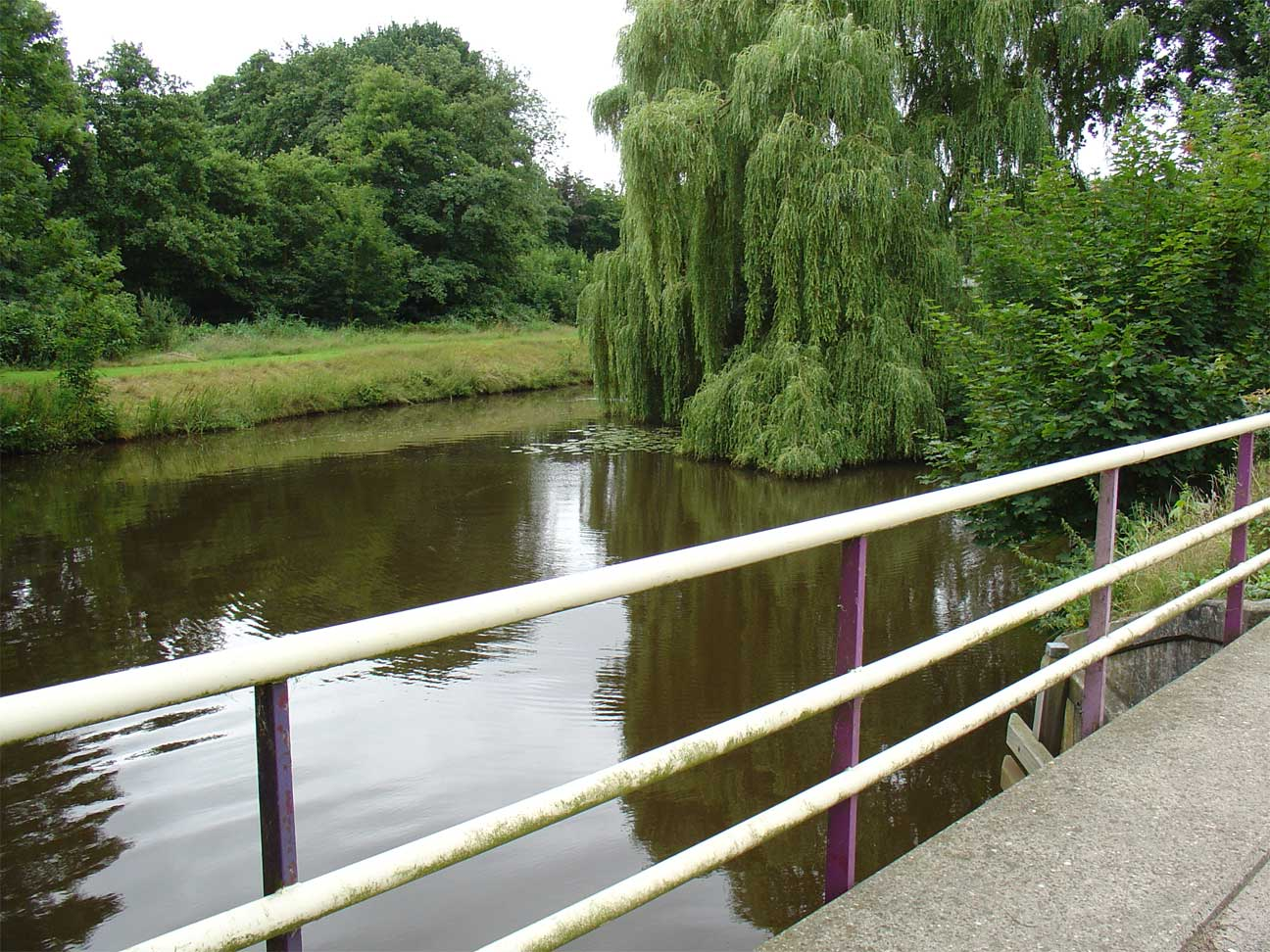
Le Veendiep près de Bellingwolde

Le Veendiep a été créé par la canalisation d'un ruisseau, situé au sud-ouest de Bellingwolde. Il assure la liaison entre le Westerwoldse Aa et le Canal B.L. Tijdens. 

## Source
- (nl) Cet article est partiellement ou en totalité issu de l’article de Wikipédia en néerlandais intitulé « Veendiep » (voir la liste des auteurs).